# Cabillus macrophthalmus
Cabillus macrophthalmus je paprskoploutvá ryba z čeledi hlaváčovití (Gobiidae).
Druh byl popsán roku 1909 zoologem Maxem Carlem Wilhelmem Weberem.

## Popis a výskyt
Maximální délka této ryby je 2,5 cm.
Tělo je protáhlé, vzadu laterálně stlačené. Je pokryté ktenoidními šupinami. Horní část těla je tmavě hnědá. Hřbetní ploutev je pigmentovaná. Má načernalý pruh na stopce ocasní ploutve.
Byla nalezena ve vodách Západního Indo-Pacifiku (Seychely, Akabský záliv a Indonésie). Obývá vodu hloubky 120–400 m.